# 폴 비야
폴 비야(프랑스어: Paul Biya, 문화어: 뽈 비야, 1933년 2월 13일~)는 제2대 카메룬의 대통령으로, 1982년 11월 6일부터 장기 집권 체제를 유지하고 있다.
비야는 프랑스령 카메룬 남부의 음보메카에서 태어났다. 파리정치학교에서 수학해 1961년에 국제 관계론으로 학위를 받았다.
카메룬에 귀국한 후에 아마두 아히조 정부에서 교육청년문화부차관과 국무 장관을 거쳐 1975년, 초대 수상에 임명되었다. 비야는 1982년 11월 6일, 대통령이 된 뒤 1983년 아히조를 집권당 의장직에서 물러나게 하고, 반역 음모에 가담했다는 죄목으로 사형 선고를 내렸다가, 곧 프랑스로 추방하였다. 같은 해에는 카메룬의 유일한 정당으로 카메룬인민민주운동의 전신인 카메룬민족동맹의 당수로 추대되었다.
정권을 장악한 비야는 1984년과 1987년의 대통령 선거에서 당선되었고, 1992년에 열린 카메룬 최초의 복수정당 대통령 선거에서는 준비가 덜된 채 뭉치지 못한 야당을 누르고, 가까스로 대통령에 당선되면서 3선에 성공하였다.
1995년에는 개헌을 통해 대통령 임기를 5년에서 7년으로 연장시켰고, 1997년에는 주요 야당이 불참한 선거에서 압도적인 지지율로 다시 대통령에 당선되었다. 이후 계속해서 대통령 선거에 출마해 2004년, 또 다시 높은 지지율로 대통령에 당선되었지만, 야당 지도자들은 이 선거가 부정 선거였다고 주장하였다.
그러나, 국제 선거 감시단은 일부 문제점이 있었지만, 이 선거가 대체적으로 공정하고 자유롭게 치러졌다는 상반된 입장을 표명하였다.

## 일화
폴 비야는 자국의 축구 선수 로제 밀라에게 1990년 FIFA 월드컵에 참가해달라고 카메룬 축구 국가대표팀 은퇴 번복을 명령한 적이 있었다. 결국 로제 밀라는 그 대회에 참가했고, 그가 가세한 카메룬 축구 국가대표팀은 8강의 성적을 기록하였다.

## 역대 선거 결과
| 선거명      | 직책명          | 대수 | 정당               | 득표율  | 득표수      | 결과 | 당락 |
| ----------- | --------------- | ---- | ------------------ | ------- | ----------- | ---- | ---- |
| 1984년 선거 | 카메룬의 대통령 | 2대  | 카메룬인연합       | 100.00% | 3,878,138표 | 1위  |      |
| 1988년 선거 | 카메룬의 대통령 | 2대  | 카메룬인민민주운동 | 100.00% | 3,321,872표 | 1위  |      |
| 1992년 선거 | 카메룬의 대통령 | 2대  | 카메룬인민민주운동 | 39.98%  | 1,185,466표 | 1위  |      |
| 1997년 선거 | 카메룬의 대통령 | 2대  | 카메룬인민민주운동 | 92.57%  | 3,167,820표 | 1위  |      |
| 2004년 선거 | 카메룬의 대통령 | 2대  | 카메룬인민민주운동 | 70.92%  | 2,665,359표 | 1위  |      |
| 2011년 선거 | 카메룬의 대통령 | 2대  | 카메룬인민민주운동 | 77.99%  | 3,772,527표 | 1위  |      |
| 2018년 선거 | 카메룬의 대통령 | 2대  | 카메룬인민민주운동 | 71.28%  | 2,521,934표 | 1위  |      |